# Tuzla (gmina)
Tuzla – gmina w Rumunii, w okręgu Konstanca. Obejmuje tylko jedną miejscowość Tuzla. W 2011 roku liczyła 6711 mieszkańców.